# 鄒來學
鄒來學（1402年—1456年），字時敏，湖廣黃州府麻城縣人，軍籍。明朝政治人物。進士出身。

## 生平
湖廣鄉試中舉。宣德八年（1433年）癸丑科會試會試第七十八名，殿試登進士第三甲第四名。授戶部主事，從征麓川有功。轉通政參議，督儲山海關。景泰中以左副都御史，巡撫蘇松常鎮，因勞去世。

## 家族
祖父鄒和。父亲鄒希魯，曾任本縣醫學訓科。